# Nocturnal de Varèse

Nocturnal est une œuvre inachevée d'Edgar Varèse écrite en 1961 pour soprano, choeur d'hommes et orchestre.
Le chant utilise tour à tour des fragments issus du livre la maison de l'inceste d'Anaïs Nin, amie du musicien, et des monosyllabiques sans signification.
Il s'agit de l'une des dernières œuvres du compositeur, commande de la Fondation Koussevitsky. Une partie (un peu plus de la moitié) en a été jouée le 1er mai 1961 sous la direction de Robert Craft. Des esquisses de la seconde partie ont été rédigées mais jamais mises en forme par Varèse. Le compositeur chinois Chou Wen-chung, ami et élève de Varèse, en a proposé une version exécutable en 1969.
La création française eut lieu pour une émission radio de l'ORTF le 24 mai 1974, au Parc floral de la Cartoucherie de Vincennes par la soprano Suzanna Rosander, le chœur et l'orchestre de l'ORTF sous la direction de Michel Tabachnik
Sa durée d'exécution est d'un peu moins de 10 minutes.